# Bergmann (Familienname)
Bergmann ist ein deutscher Familienname.

## Varianten
- Bergman, Bergemann, Bargmann, Berkmann

## Namensträger

### A
- Achim Bergmann (1943–2018), deutscher Musikverleger
- Adolf Heinrich August Bergmann (1799–1858), deutscher Fabrikant und Chemiker
- Adrian Bergmann (* 2001), deutscher Basketballspieler
- Albert Bergmann (1876–1924), deutscher Landwirt und Schriftsteller
- Alexander Bergmann (Jurist) (1878–1965), deutscher Jurist und Richter
- Alexander Bergmann (1925–2016), lettischer Jurist und Holocaustüberlebender, siehe Aleksandrs Bergmanis
- Alexander Bergmann (Snowboarder) (* 1987), deutscher Snowboarder
- Alfred Bergmann (Literaturwissenschaftler) (1887–1975), deutscher Bibliothekar und Literaturwissenschaftler
- Alfred Bergmann (Widerstandskämpfer) (1910–1940), deutscher Parteifunktionär (KPD-O) und Widerstandskämpfer
- Alfred Bergmann (Schriftsteller) (* 1940), deutscher Autor, Übersetzer und Regisseur
- Alfred Bergmann (Richter) (* 1953), deutscher Jurist und Richter
- Alois Bergmann (Heimatforscher) (1903–1982), deutscher Lehrer und Heimatforscher
- Alois Bergmann-Franken (1897–1965), deutscher Maler
- Andreas Bergmann (Kameramann) (* 1953), deutscher Kameramann
- Andreas Bergmann (Fußballspieler) (* 1959), deutscher Fußballspieler und -trainer
- Andreas Bergmann (Jurist) (* 1973), deutscher Rechtswissenschaftler und Hochschullehrer
- Anka Bergmann (1965–2025), deutsche Slawistin
- Anna Bergmann (NS-Opfer) (1878–1943), deutsches NS-Opfer
- Anna Bergmann (Kulturwissenschaftlerin) (* 1953), deutsche Kulturwissenschaftlerin
- Anna Bergmann (* 1972), deutsche Schauspielerin, siehe Anna Olivia Bergman
- Anna Bergmann (Regisseurin) (* 1978), deutsche Regisseurin
- Anneliese Bergmann (1940–2016), deutsche Erzieherin und Richterin am Landesverfassungsgericht Sachsen-Anhalt
- Arnfinn Bergmann (1928–2011), norwegischer Skispringer
- Arno Bergmann (Physiker) (1882–1960), deutscher Physiker, Studienrat und Lepidopterologe
- Arno Bergmann (Musiker) (1934–2020), deutscher Musiker, Komponist, Mathematiker und Pädagoge
- Arnold Bergmann (Konrad Arnold Bergmann; 1883–1972), deutscher Lehrer, Germanist und Schriftsteller
- Axel Bergmann (* 1949), deutscher Fußballspieler

### B
- Barbara Bergmann (1927–2015), US-amerikanische Wirtschaftswissenschaftlerin
- Bärbel Bergmann (* 1943), deutsche Psychologin
- Bärbl Bergmann (1931–2003), deutsche Filmregisseurin
- Benjamin Bergmann (Violinist) (* 1967), deutscher Violinist und Hochschullehrer
- Benjamin Bergmann (Künstler) (* 1968), deutscher Bildhauer und Installationskünstler
- Bernhard Bergmann (Pädagoge) (Pseudonym Hartmann Bernberg; 1893–nach 1965), deutscher Lehrer, Ministerialbeamter und schulpädagogischer Schriftsteller
- Bernhard Bergmann (Fußballspieler) (1948–2020), deutscher Fußballspieler
- Birgit Bergmann (* 1963), deutsche Politikerin (CDU)
- Brynjar Bergmann (* 1994), isländischer Eishockeyspieler
- Burckhard Bergmann (* 1943), deutscher Industriemanager

### C
- Carl Bergmann (Mediziner) (1814–1865), deutscher Anatom und Physiologe
- Carl Bergmann (Dirigent) (1821–1876), deutscher Dirigent
- Carl Bergmann (Staatssekretär) (1874–1935), deutscher Bankier und Diplomat
- Carl Bergmann (Verleger), deutscher Verleger und LGBT-Aktivist
- Carl Rudolf Bergmann (1866–1939), deutscher Unternehmer
- Charlotte Bergmann (* 1920), deutsche Politikerin (LDPD)
- Christian Gottlieb Bergmann (1734–1822), deutscher Jurist und Politiker, Bürgermeister von Zittau
- Christiane Bergmann (* 1966), deutsche Polizeibeamtin
- Christine Bergmann (* 1939), deutsche Politikerin (SPD)
- Christoph Bergmann (* 1963), brasilianischer Segler
- Conrad Peter Bergmann (1886–1972), deutscher Maler
- Cornelius Bergmann (1881–1951), russlanddeutscher Historiker und Philologe
- Curt Bergmann (1890–1971), deutscher Tennisspieler

### D
- David Bergmann (* 1971), US-amerikanischer Autor
- Dieter Bergmann (* 1955), deutscher Fußballspieler
- Dirk Bergmann (* 1942), deutscher Journalist

### E
- Eduard Bergmann (Pädagoge) (1837–1914), deutscher Pädagoge
- Eduard Bergmann (Unternehmer) (1897–1973), deutscher Kaufmann und Verbandsfunktionär
- Elisabeth Bergmann (* 1970), österreichische Sportgymnastin
- Ella Bergmann-Michel (1895–1971), deutsche Malerin und Fotografin
- Else Bergmann (1886–1969), deutschsprachige Pharmakologin, Publizistin und zionistische Aktivistin
- Emanuel Bergmann (* 1972), deutscher Schriftsteller und Übersetzer
- Emil Bergmann (1861–1931), deutscher Unternehmensgründer
- Emmy Bergmann (1887–1972), deutsche Kinderärztin und Pädagogin
- Erika Bergmann (1915–1996), deutsche KZ-Aufseherin
- Ernst von Bergmann (Mediziner) (Ernst Gustav Benjamin von Bergmann; 1836–1907), deutscher Chirurg
- Ernst von Bergmann (Ägyptologe) (1844–1892), österreichischer Ägyptologe
- Ernst Bergmann (Philosoph) (1881–1945), deutscher Philosoph
- Ernst Bergmann (Politiker) (1926–1984), deutscher Politiker (Freie Wähler)
- Ernst David Bergmann (1903–1975), deutsch-israelischer Chemiker
- Eugen von Bergmann (1857–1919), deutsch-baltischer Wirtschaftswissenschaftler und Hochschullehrer
- Eva-Maria Bergmann (1941–2016), deutsche Malerin und Grafikerin

### F
- Fernand Bergmann (1904–??), Schweizer Basketballspieler
- Florian Bergmann (Musiker) (* 1984), deutscher Musiker und Komponist
- Florian Bergmann (Orientierungsläufer) (* 1989), deutscher Orientierungsläufer
- Franz Bergmann (1873–1944), deutscher Eisenbahningenieur und -manager
- Franz Xaver Bergmann (1861–1936), österreichischer Bronzegießer
- Franziska Bergmann (* 1980), deutsche Literaturwissenschaftlerin und Hochschullehrerin
- Fred Bergmann, deutscher Zahnmediziner und Autor
- Friedrich Bergmann (General) (1883–1941), deutscher Generalleutnant
- Friedrich Bergmann (Architekt) (1890–1960), deutscher Architekt und Hochschullehrer
- Friedrich Bergmann (Jurist) (1891–1945), deutscher Jurist
- Friedrich Bergmann (Politiker) (* 1944), deutscher Politiker (FDP)
- Friedrich Christian Bergmann (1785–1845), deutscher Jurist und Hochschullehrer
- Friedrich Wilhelm Bergmann (1812–1887), deutsch-französischer Philologe
- Frithjof Bergmann (1930–2021), US-amerikanischer Philosoph und Anthropologe
- Fritz Bergmann (Sänger) (1879–1963), deutscher Sänger (Tenor)
- Fritz von Bergmann (1907–1982), deutscher Mediziner und Hochschullehrer
- Fritz Bergmann (Politiker) (1929–2025), deutscher Politiker (SPD)

### G
- Georg Bergmann (1819–1870), deutscher Maler
- Gerhard Bergmann (Historiker) (1901–1945), deutscher Historiker
- Gerhard Bergmann (Theologe) (1914–1981), deutscher Pfarrer, Evangelist und Autor
- Gerhard Bergmann (Chemiker) (1923–2016), deutscher Chemiker
- Gerhart Bergmann (1922–2007), deutscher Maler und Hochschullehrer
- Gertrud Bergmann (Schauspielerin) (1899–1970), deutsche Schauspielerin
- Gertrud Bergmann (Bildhauerin) (1910–1985), deutsche Bildhauerin
- Gottlob Heinrich Bergmann (1781–1861), deutscher Arzt
- Gretel Bergmann (1914–2017), deutsche Hochspringerin
- Günter Bergmann (1910–1998), deutscher Komponist, Mathematiker, Botaniker und Hochschullehrer
- Günther Bergmann (* 1965), deutscher Politiker (CDU), MdL Nordrhein-Westfalen
- Günther Schulze-Bergmann (1919–nach 1978), deutscher Chirurg und Hochschullehrer
- Gustav Bergmann (Prediger) (1749–1814), lettischer Prediger und Diplomat
- Gustav von Bergmann (1878–1955), deutscher Mediziner
- Gustav Bergmann (Bildhauer) (1882–1962), Schweizer Bildhauer
- Gustav Bergmann (Politiker) (1890–1973), deutscher Jurist und Politiker
- Gustav Bergmann (Maler) (Gustav Axel Bergmann; 1897–1989), österreichischer Maler
- Gustav Bergmann (Wissenschaftstheoretiker) (1906–1987), österreichischer Wissenschaftstheoretiker
- Gustav Bergmann (Ökonom) (* 1957), deutscher Innovations- und Kompetenzforscher
- Gustav Adolf Bergmann (1816–1891), deutscher Politiker und Kaufmann

### H
- H.-J. Bergmann (* 1949), deutscher Maler und Grafiker
- Hajo Bergmann (* 1956), deutscher Autor und Dokumentarfilmer
- Hans Bergmann (Schauspieler, 1910) (1910–1973), deutscher Schauspieler
- Hans Bergmann (Mediziner) (1921–2011), österreichischer Anästhesist und Verbandsfunktionär
- Hans Bergmann (Didaktiker) (1927–2012), deutscher Mathematiker und Mathematikdidaktiker
- Hans Bergmann (Schauspieler, 1929) (* 1929), deutscher Schauspieler
- Hans Bergmann (Agrarwissenschaftler) (1940–2009), deutscher Agrarwissenschaftler, Chemiker und Hochschullehrer
- Hans Bergmann (Musiker), deutscher Musiker und Musikwissenschaftler
- Hansgeorg Schmidt-Bergmann (* 1956), deutscher Literatur- und Kulturwissenschaftler und Hochschullehrer
- Hans-Heiner Bergmann (* 1939), deutscher Ornithologe und Verhaltensforscher
- Harald Bergmann (* 1963), deutscher Filmemacher
- Heinrich Bergmann (Jurist) († 1684), deutscher Jurist, Kirchenlieddichter und Politiker, Bürgermeister von Gotha
- Heinrich Bergmann (Politiker, 1627) (1627–1684), deutscher Politiker, Bürgermeister von Braunschweig
- Heinrich Bergmann (Politiker, 1799) (1799–1887), deutscher Offizier und Politiker
- Heinrich Bergmann (Politiker, 1874) (1874–1931), deutscher Politiker, MdL Hannover
- Heinrich Bergmann (Verwaltungsbeamter) (1900–1984), deutscher Verwaltungsbeamter
- Heinrich Bergmann (SS-Mitglied) (1902–1980), deutscher Polizist und SS-Führer
- Heinrich Friedrich Wilhelm Bergmann (1899–1987), deutscher Missionar
- Helmut Bergmann (Diplomat) (1898–1946), deutscher Diplomat
- Helmut Bergmann (Kameramann) (1926–1998), deutscher Kameramann
- Hellmuth Bergmann (1899–1974), deutscher Schauspieler
- Herbert Bergmann (* 1929), Politiker (DBD)
- Herbert Bergmann-Hannak (1921–2013), deutscher Maler und Grafiker
- Hermann Bergmann (Architekt) (auch Hermann von Bergmann; 1816–1886), österreichischer Architekt
- Hermann Bergmann (Künstler) (1926–2019), deutscher Komponist, Bildhauer und Maler
- Hermann Karl Bergmann (1853–1880), deutscher Mühlenbesitzer
- Herr Bergmann (Tim Bergmann; * 1989), deutscher Videoproduzent
- Herta Bergmann (* 1926), deutsche Politikerin (SED), MdL Sachsen
- Hilda Bergmann (1878–1947), österreichische Schriftstellerin und Übersetzerin
- Holger Bergmann (* 1965), deutscher Kurator, Mentor und Geschäftsführer
- Horst Bergmann (Schauspieler) (1929–2013), deutscher Schauspieler und Sprecher
- Horst Bergmann (Ringer) (1937–2016), deutscher Ringer
- Hubert Bergmann (* 1961), deutscher Pianist
- Hugh Wilhelm Bergmann (1866–1938), deutscher Verwaltungsbeamter, siehe Wilhelm Bergmann (Verwaltungsjurist)
- Hugo Bergmann (1904–1988), deutscher Politiker und Funktionär des Kulturbundes der DDR

### I
- Ib Bergmann (* 1949), dänischer Gewichtheber
- Ina Bergmann (* 1966), deutsche Journalistin und Fernsehmoderatorin
- Inge Bergmann (1927–2016), deutsche Unternehmerin
- Ingo Bergmann (* 1978), deutscher Politiker (SPD)

### J
- Jaan Bergmann (1856–1916), estnischer Pastor und Schriftsteller
- Jacinto Bergmann (* 1951), brasilianischer Geistlicher, Erzbischof von Pelotas
- Jan Bergmann (* 1966), deutscher Richter und Hochschullehrer
- Joachim Bergmann (Jurist) (1906–1974), deutscher Jurist
- Joachim Bergmann (Soziologe) (1933–2019), deutscher Soziologe
- Joachim Schulze-Bergmann (* 1947), deutscher Politiker (GAL), MdHB
- Johann Bergmann (Politiker) (1874–1940), deutscher Politiker (Zentrum), MdL Preußen
- Johann Bergmann (Priester) (1887–1958), deutscher Priester
- Johann Bergmann von Olpe (1460–1532), deutscher Geistlicher und Verleger
- Johann Engelbert Bergmann (1758–1821), deutscher Kaufmann und Politiker, Bürgermeister von Elberfeld
- Johann Ernst Bergmann (1755–1824), deutscher lutherischer Pfarrer
- Johann Gottfried Bergmann (1795–1831), deutscher Sänger und Schauspieler
- Johann Kaspar Bergmann (1720–1778), deutscher Kaufmann und Politiker, Bürgermeister von Elberfeld
- Johannes Bergmann (Philosoph) (vor 1489 – nach 1514), deutscher Philosoph, Rektor der Universität Rostock
- Johannes Bergmann (Politiker) (1865–1939), deutscher Lehrer, Pfarrer und Politiker
- Jörg Bergmann (* 1946), deutscher Soziologe
- Josef von Bergmann (1796–1872), österreichischer Historiker und Numismatiker
- Josef Bergmann (Kirchenmaler) (1888–1952), deutscher Kirchenmaler
- Josef Bergmann (Gewerkschafter) (1913–2005), deutscher Gewerkschafter und Widerstandskämpfer
- Josef Bergmann (Politiker) (* 1947), österreichischer Politiker (ÖVP)
- Joseph Bergmann (Prähistoriker) (1911–1996), deutscher Prähistoriker
- Joseph Friedrich Bergmann (1849–1917), deutscher Verleger
- Judah Bergmann (1874–1954), galizisch-deutsch-israelischer Rabbiner
- Júlia Bergmann (* 2001), brasilianisch-deutsche Volleyballspielerin
- Julie Bergmann (1843–1894), deutsche Schauspielerin
- Julius von Bergmann (1834–1908), deutscher General der Infanterie
- Julius Bergmann (Philosoph) (1839–1904), deutscher Philosoph
- Julius Bergmann (Maler) (1861–1940), deutscher Maler
- Julius Bergmann (SA-Mitglied) (1894–1952), deutscher SA-Führer
- Julius Bergmann (Architekt) (1896–1969), österreichischer Architekt
- Jürgen Bergmann (Historiker) (* 1936), deutscher Historiker und Politikwissenschaftler

### K
- Kai Bergmann (* 1973), deutscher Grafikdesigner und Hochschullehrer
- Karin Bergmann (* 1953), deutsche Intendantin
- Karl von Bergmann (1833–1890), österreichischer Geistlicher und Chorherr
- Karl Bergmann (Schauspieler) (1882–1964), norwegischer Schauspieler und Theaterregisseur
- Karl Bergmann (Kunstschmied) (1906–1992), deutscher Kunstschmied
- Karl Bergmann (Politiker) (1907–1979), deutscher Politiker (SPD)
- Karl-Christian Bergmann (* 1942), deutscher Pneumologe und Allergologe
- Karl E. Bergmann (* 1938), deutscher Kinderarzt und Hochschullehrer
- Karl Hans Bergmann (1910–2007), deutscher Publizist
- Karl-Heinz Bergmann (1936–2001), deutscher Fußballtorwart
- Klaas Bergmann (* 1942), deutscher Physiker
- Klaus Bergmann (1938–2002), deutscher Historiker und Geschichtsdidaktiker
- Knut Bergmann (* 1972), deutscher Publizist und Politikwissenschaftler
- Kurt Bergmann (Techniker) (1929–2021), österreichischer Rennwagenbauer und Rennstallbetreiber
- Kurt Bergmann (Elektrotechniker) (1934–2020), deutscher Elektrotechniker und Hochschullehrer
- Kurt Bergmann (Politiker) (1935–2016), österreichischer Journalist und Politiker (ÖVP)

### L
- Lazarus Bergmann (1799–1852), deutscher Gelehrter, Rabbiner und Unternehmer
- Lean Bergmann (* 1998), deutscher Eishockeyspieler
- Leon Bergmann (* 2004), österreichischer Handballspieler
- Liborius von Bergmann (1754–1823), deutschbaltischer Geistlicher
- Lothar Bergmann (Politiker) (1931–2004), deutscher Politiker (SPD)
- Lothar Bergmann (Höhlenforscher) (1947–2009), deutscher Höhlenforscher
- Lothar Bergmann (Mediziner) (* 1949), deutscher Arzt und Onkologe
- Ludwig Bergmann (Physiker) (1898–1959), deutscher Physiker
- Ludwig Bergmann (Botaniker) (* 1927), deutscher Botaniker

### M
- Mara Bergmann (* 1982), deutsche Reporterin, Sprecherin und Moderatorin
- Marcel Bergmann (* 1964), deutscher Sportredakteur und Autor
- Marcus Bergmann (Jurist), deutscher Jurist und Hochschullehrer
- Marcus Bergmann (Diplomat) (* 1964), österreichischer Diplomat
- Margret Bergmann (* 1940), Südtiroler Schriftstellerin
- Maria Bergmann (1918–2002), deutsche Pianistin
- Marianne Bergmann (* 1943), deutsche Klassische Archäologin
- Marie Bergmann (um 1820–1878), deutsche Schauspielerin
- Marie-Louise von Bergmann-Winberg (* 1946), finnische Politikwissenschaftlerin und Hochschullehrerin
- Martin Bergmann (* 1983), deutscher Schauspieler
- Martin S. Bergmann (1913–2014), US-amerikanischer Psychologe
- Matthias Bergmann (Umweltwissenschaftler) (* 1951), deutscher Umweltwissenschaftler und Hochschullehrer
- Matthias Bergmann (Musiker) (* 1972), deutscher Musiker
- Matthias Bergmann (Leichtathlet) (* 1980), deutscher Langstreckenläufer
- Max Bergmann (Schauspieler) († 1881), deutscher Schauspieler
- Max Bergmann (Politiker, 1844) (1844–1914), deutscher Politiker (Deutschkonservative Partei), MdR
- Max Bergmann (Mediziner) (1874–um 1944), deutscher Mediziner
- Max Bergmann (Maler) (1884–1955), deutscher Maler
- Max Bergmann (Chemiker) (1886–1944), deutsch-US-amerikanischer Chemiker
- Max Bergmann (Politiker, II), deutscher Politiker (Wirtschaftspartei), MdL Sachsen
- Max Bergmann (Leichtathlet), deutscher Mittelstreckenläufer
- Max Bergmann (Skilangläufer) (* 1989), deutscher Skilangläufer
- Meir Tzvi Bergmann (* 1930), israelischer charedischer Rabbiner und Gelehrter
- Mette Bergmann (* 1962), norwegische Diskuswerferin
- Michael Bergmann (Autor) (1633–1675), deutscher Autor
- Michael Bergmann (Richter) (* 1940), deutscher Richter
- Michael Bergmann (Schachspieler) (* 1972), deutscher Fernschachspieler
- Michael Adam Bergmann (1733–1782), deutscher Historiker, Richter und Politiker
- Michel Bergmann (1945–2025), schweizerisch-deutscher Filmemacher, Journalist und Schriftsteller
- Monika Bergmann (Kanutin), deutsche Kanutin
- Monika Bergmann (* 1978), deutsche Skirennläuferin
- Moritz Bergmann (vor 1628–1666), deutscher Münzmeister

### N
- Norbert Bergmann (* 1954), deutscher Gewichtheber

### O
- Otto Bergmann (Schriftsteller) (1877–??), deutscher Schriftsteller
- Otto Bergmann (Widerstandskämpfer, 1900) (1900–1961), deutscher Widerstandskämpfer
- Otto Bergmann (Physiker) (1925–2013), österreichisch-US-amerikanischer Physiker und Hochschullehrer
- Otto Hermann Bergmann (1886–1944), deutscher Widerstandskämpfer

### P
- Paul Bergmann (1881–1951), deutscher Politiker (SPD)
- Peter Bergmann (Physiker) (1915–2002), US-amerikanischer Physiker
- Peter Bergmann (Maler) (* 1937), Schweizer Maler, Zeichner und Lithograph
- Peter Bergmann (* um 1948 oder um 1954–2009), Toter unbekannter Herkunft, siehe Todesfall Peter Bergmann
- Philipp Arne Bergmann (* 1991), deutscher Volleyballspieler
- Pia Bergmann (* 1975), deutsche Germanistin

### R
- Ralf Bergmann (1962–2025), deutscher Politiker (SPD)
- Ralph Bergmann (Informatiker) (* 1965), deutscher Informatiker und Hochschullehrer
- Ralph Bergmann (Volleyballspieler) (* 1970), deutscher Volleyballspieler
- Ramona Bergmann (* 1981), deutsche Drehbuchautorin und Filmproduzentin
- Reinhard Bergmann (1950–2021), deutscher Maler
- Renate Bergmann (eigentlich Torsten Rohde; * 1974), deutscher Schriftsteller
- Richard von Bergmann (General) (1819–1877), deutscher Generalleutnant
- Richard Bergmann (Philologe) (1821–1870), deutscher Epigraphiker und Lehrer
- Richard Bergmann (Tischtennisspieler) (1919–1970), österreichisch-englischer Tischtennisspieler
- Richard von Bergmann-Korn (1885–1945), deutscher Buchhändler
- Robert Bergmann (Architekt) (1841–1912), deutscher Architekt, Regierungs- und Geheimer Baurat
- Robert Bergmann (Politiker) (1886–1966), deutscher Politiker (NSDAP) und SS-Führer
- Robert Bergmann (Fechter) (1905–??), tschechischer Fechter
- Robert Bergmann (General) (* 1949), deutscher Generalmajor
- Roberta Bergmann (* 1979), deutsche Designerin
- Roland Bergmann (* 1960), deutscher Bassist, Sänger und Songwriter
- Rolf Bergmann (Linguist) (* 1937), deutscher Linguist und Mediävist
- Rolf Bergmann (Schriftsteller) (1942–2015), deutscher Schriftsteller
- Rolf von Bergmann (1953–1988), deutscher Fotograf
- Roswitha von Bergmann (1926–2004), deutsche Politikerin (FDP), MdL Nordrhein-Westfalen
- Rudi Bergmann (1916–2003), deutscher Politiker (CDU)
- Rüdiger Bergmann (* 1942), deutscher Künstler
- Rudolf Bergmann (1909–2013), deutscher Staatsbeamter und SS-Führer
- Rudolf Bergmann (Unternehmer) (1920–2008), deutscher Schuhfabrikant
- Rudolf Bergmann (Archäologe) (* vor 1961), deutscher Archäologe
- Rupert Bergmann (* 1965), österreichischer Sänger (Bassbariton)

### S
- Sabine Bergmann-Pohl (* 1946), deutsche Politikerin (CDU)
- Samuel Hugo Bergmann (1883–1975), österreichischer Philosoph, Schriftsteller und Bibliothekar
- Sidney Bergmann (1905–??), österreichischer Ringer
- Siegfried Bergmann (1932–2021), deutscher Naturfilmer und Kameramann
- Sigi Bergmann (1938–2022), österreichischer Sportmoderator
- Sigmund Bergmann (1851–1927), deutscher Elektrotechniker
- Sigurður Bergmann (* 1961), isländischer Judoka
- Stefan Bergmann (Politiker), deutscher Politiker (CDU)
- Stefan Bergmann (Künstler) (* 1946), deutscher Maler und Grafiker
- Stefan Bergmann (Journalist, 1959) (* 1959), deutscher Historiker und Journalist (Geschichtsmagazin DAMALS)
- Stefan Bergmann (Journalist, 1968) (* 1968), deutscher Journalist (Emder Zeitung)
- Steffi Bergmann (* 1985), deutsche Handballspielerin
- Stephan Bergmann (* 1980), österreichischer Regisseur

### T
- Thaisa Storchi-Bergmann (* 1955), brasilianische Astrophysikerin und Hochschullehrerin
- Theodor Bergmann (Unternehmer) (1850–1931), deutscher Erfinder und Fabrikbesitzer
- Theodor Bergmann (Politiker) (1868–1948), deutscher Politiker (Zentrum, CDU), Unternehmer und Schriftsteller
- Theodor Bergmann (Sammler) (1880–1934), deutscher Unternehmer und Kriegssammler
- Theodor Bergmann (Agrarwissenschaftler) (1916–2017), deutscher Agrarwissenschaftler und Publizist
- Theodor Bergmann (Fußballspieler) (* 1996), deutscher Fußballspieler
- Thomas Bergmann (Fußballfunktionär) (* 1963), deutscher Richter und Fußballfunktionär
- Thomas Bergmann (Filmemacher) (auch Tom Bergmann; * 1977), deutscher Dokumentarfilmer
- Thomas Bergmann (Fußballspieler) (* 1989), österreichischer Fußballspieler
- Tim Bergmann (* 1972), deutscher Schauspieler
- Tim Bergmann, bekannt als Herr Bergmann (* 1989), deutscher Videoproduzent
- Tobias Bergmann (* 1971), deutscher Unternehmensberater

### U
- Ülo Bergmann (1927–2011), estnischer Musiker, Musiklehrer und Dirigent
- Ulrich Bergmann (* 1945), deutscher Schriftsteller

### W
- Waltari Bergmann (1918–2000), deutscher Historiker, Heimatforscher und Pädagoge
- Walter von Bergmann (1864–1950), deutscher General der Infanterie
- Walter Bergmann (Komponist) (1902–1988), deutscher Komponist und Herausgeber
- Walter Bergmann (Künstler) (auch Walther Bergmann; 1904–1965), deutscher Maler, Grafiker, Illustrator und Buchgestalter
- Walther Bergmann (1914–1979), deutscher Maler, Buchgestalter und Grafikdesigner
- Werner Bergmann (Ingenieur) (1877–1956), deutscher Maschinenbauingenieur und Bahnmanager
- Werner Bergmann (Schiedsrichter) (1912–1963), deutscher Fußballschiedsrichter
- Werner Bergmann (Agrarwissenschaftler) (1920–2013), deutscher Agrarwissenschaftler
- Werner Bergmann (Kameramann) (1921–1990), deutscher Kameramann
- Werner Bergmann (Historiker) (* 1946), deutscher Mediävist und Wissenschaftshistoriker
- Werner Bergmann (Soziologe) (* 1950), deutscher Hochschullehrer am Zentrum für Antisemitismusforschung
- Werner Bergmann (Heimatforscher) (* 1953), deutscher Schriftsteller und Heimatforscher
- Wilfried Bergmann (Musiker) (1931–2014), deutscher Kirchenmusiker
- Wilfried Bergmann (Rechtswissenschaftler) (* 1945), deutscher Rechtswissenschaftler und Hochschullehrer
- Wilhelm Bergmann (Mediziner, 1862) (1862–1941), deutscher Psychiater und Psychotherapeut
- Wilhelm Bergmann (Theologe) (Wilhelm Karl Emil Bergmann; 1864–1907), deutschbaltischer Theologe
- Wilhelm Bergmann (Mediziner, 1864) (1864–1945), deutscher Mediziner
- Wilhelm Bergmann (Verwaltungsbeamter) (Hugh Wilhelm Bergmann; 1866–1938), deutscher Verwaltungsbeamter
- Wilhelm Bergmann (Ingenieur) (1869–1949), deutscher Ingenieur und Unternehmer
- Willi Bergmann, deutscher Fußballspieler
- Wolfgang Bergmann (Pädagoge) (1944–2011), deutscher Pädagoge
- Wolfgang Bergmann (Filmproduzent) (* 1946), deutscher Filmproduzent
- Wolfgang Bergmann (Werkstoffwissenschaftler), deutscher Werkstoffwissenschaftler und Hochschullehrer
- Wolfgang Bergmann (Publizist) (* 1962), deutscher Publizist
- Wolfgang Bergmann (Manager) (* 1963), österreichischer Medienmanager